# 恩雪平市镇
恩雪平市镇（瑞典語：Enköpings kommun）是瑞典中东部乌普萨拉省的一个市镇。其治所位于恩雪平。